# Katastrofa lotu LAN Chile 1069
Katastrofa lotu LAN Chile 1069 – katastrofa lotnicza, która wydarzyła się 20 lutego 1991 roku w porcie lotniczym Guardiamarina Zañartu w miejscowości Puerto Williams w Chile. BAe 146 linii LAN Chile wypadł z pasa startowego po lądowaniu i wpadł do morza. W wypadku zginęło 20 osób.

## Przebieg wypadku
Samolotem, który brał udział w wypadku był wyprodukowany w 1986 roku BAe 146 należący do chilijskich linii lotniczych LAN Chile, posiadający numery rejestracyjne CC-CET. Samolot odbywał regularny lot krajowy na trasie Punta Arenas-Puerto Williams. Maszyna wystartowała o godzinie 14:51 czasu lokalnego, a zezwolenie na lądowanie z podejściem VOR na pasie startowym nr 26 o godzinie 15:15. Kapitan w ostatniej chwili przed lądowaniem zmienił decyzję na podejście do pasa nr 08. Odrzutowiec przyziemił 427 metrów za progiem pasa z prędkością 112 węzłów. Piloci próbowali zatrzymać samolot, jednak wyjechał on poza drogę startową, a następnie wpadł do kanału Beagle zatrzymując się około 20 metrów od brzegu. W wypadku zginęło 20 osób spośród 72 znajdujących się na pokładzie.

## Przyczyny
Śledztwo przeprowadziła Generalna Dyrekcja Lotnictwa Cywilnego (DGAC). Ustaliła ona, że przyczyną wypadku było złe planowanie lądowania przez załogę samolotu, między innymi późna decyzja o zmianie procedur oraz kierunku podejścia. Przyczyniły się również warunki atmosferyczne, podejście poniżej oczekiwanej ścieżki schodzenia oraz mokra nawierzchnia drogi startowej.